# Isole Južnye Krestovye
Le isole Južnye Krestovye (russo: Острова Южные Крестовые, "isole crociate meridionali") sono due isole russe situate nel Mare di Barents che fanno parte dell'arcipelago della Novaja Zemlja. Amministrativamente fanno parte dell'Oblast' di Archangel'sk.

## Geografia
Le isole Južnye Krestovye si trovano lungo la costa nord-occidentale dell'isola Severnyj, tra l'isola di Pankrat'ev (a nord-est) e le Isole Gorbovy (a sud-ovest). Sono 2 isole parallele fra di loro e più o meno delle stesse dimensioni:
- Isola di Pinegin (Остров Пинегина), a ovest (76°02′00″N 59°27′14″E), è lunga circa 4,5 km e larga 2,3 km[1], con un'altezza di 36 m[2]. Sull'isola ci sono alcuni laghi e due corsi d'acqua
- Isola di Nazimov (Остров Назимова), a est dell'isola di Pinegin (76°01′51″N 59°37′46″E), dista solo 600 m nel punto più vicino. L'isola è lunga circa 6,2 km e larga 2 km[1]; ha un'altezza massima di 27 m[2]. Sull'isola c'è un corso d'acqua che sfocia a nord e alcuni piccoli laghi.

## Isole adiacenti
- Isola di Pankrat'ev (Остров Панкратьева), a nord-est.
- Scogli Brat'ja Zander (Камни Братья Зандер, "scogli dei fratelli Zander"), a sud (75°56′35.34″N 59°29′20.06″E).
- Isola di Berch (Остров Берха), a sud-ovest.
- Isola Severnyj Krestovyj (Северный Крестовый, "croce settentrionale"), a ovest (76°03′35.39″N 59°05′04.1″E). Una stretta striscia di terra lunga circa 3,7 km[1] con un'altezza di 8 m[2].